# سرباز (فیلم ۱۹۹۸ هندی)
سرباز (به هندی: Soldier) فیلمی محصول سال ۱۹۹۸ و به کارگردانی عباس-موستان است. در این فیلم بازیگرانی همچون راکهی گولزار، بابی دیول، پریتی زینتا، دالیپ تاهیل، سورش اوبروی، فریده جلال، جانی لور، شارات ساکسنا، اشیش ویدیارتی ایفای نقش کرده‌اند.

## خلاصه داستان
چهار سرباز در ازای گرفتن پول سلاح‌های ارتش را ربوده و به شخص مرموزی بنام دی کی می‌فروشند. یک سرگرد وظیفه‌شناس بنام مالهوترا آنها را در حین ارتکاب جرم دستگیر می‌کند ولی بدست آنها کشته می‌شود و به خیانت متهم می‌گردد. بیست سال از ماجرا می‌گذرد و اکنون جوانی بنام ویکی از هندوستان به استرالیا می‌رود تا آن چهار نفر را که صاحب ثروت و قدرت شده‌اند پیدا و از بین ببرد و…

## بازیگران و صداپیشگان تصویر دنیای هنر
| نقش            | بازیگر            | دوبلُر          |
| راجو/ویکی      | بابی دئول         | خسرو خسروشاهی  |
| پریتی          | پریتی زینتا       | شهلا ناظریان   |
| ویرندرا        | دالیپ تاهیل       | پرویز ربیعی    |
| پرتاب سینگ     | سورش اوبروی       | حسین عرفانی    |
| سرگرد مالهوترا | پانکاج دیر        | منوچهر زنده دل |
| بالدیو         | شارات ساکسنا      | ناصر احمدی     |
| سوهان/موهان    | جانی لور          | تورج نصر       |
| گیتا           | راکهی گولزار      |                |
| دینش کاپور     | آشیش ویدیارتی     | کریم بیانی     |
| جوجو           | جیتو ورما         | اردشیر منظم    |
| شانتی          | فریده جلال        | الیزا اورامی   |
| رئیس پلیس      | کولبوشان کارباندا | ولی‌الله مؤمنی  |
| جاسوانت        | سلیم گوس          | محمدرضا مؤمنی  |

## بازیگران و صداپیشگان دوبله تلویزیون
| نقش            | بازیگر            | دوبلُر            |
| راجو/ویکی      | بابی دئول         | خسرو خسروشاهی    |
| پریتی          | پریتی زینتا       | مینو غزنوی       |
| ویرندرا        | دالیپ تاهیل       | علی همت مومی وند |
| پرتاب سینگ     | سورش اوبروی       | پرویز ربیعی      |
| سرگرد مالهوترا | پانکاج دیر        | حسین عرفانی      |
| بالدیو         | شارات ساکسنا      | شهاب عسگری       |
| سوهان/موهان    | جانی لور          | تورج نصر         |
| گیتا           | راکهی گولزار      | ناهید شعشعانی    |
| دینش کاپور     | آشیش ویدیارتی     | رضا آفتابی       |
| جوجو           | جیتو ورما         | رضا الماسی       |
| شانتی          | فریده جلال        | مهین برزویی      |
| رئیس پلیس      | کولبوشان کارباندا | ناصر احمدی       |
| جاسوانت        | سلیم گوس          | بهرام زاهدی      |